# ملکی (نام خانوادگی)
ملکی یا مالکی یک نام خانوادگی است و ممکن است اشاره به افراد زیر باشد:
- کریستوفر مالکی
- ایمان ملکی
- خلیل ملکی
- محمد ملکی
- مجتبی ملکی